# Іспанська Сахара
Іспанська Сахара (ісп. Sahara Español; араб. الصحراء الإسبانية, трансліт. As-Sahrā'a Al-Isbānīyah, офіційно Іспанські володіння в Сахарі з 1884 до 1958, потім Провінція Сахара між 1958 і 1976) — назва, що використовується для сучасної території Західної Сахари, коли вона була визнана тереном Іспанії 1884 — 1975. Терен є одним з останніх залишків Іспанської імперії. Статус Західної Сахари залишається спірним через резолюції ООН з деколонізації, бажання незалежності тубільців та зовнішні претензії Марокко і Мавританії.

## Колонізація

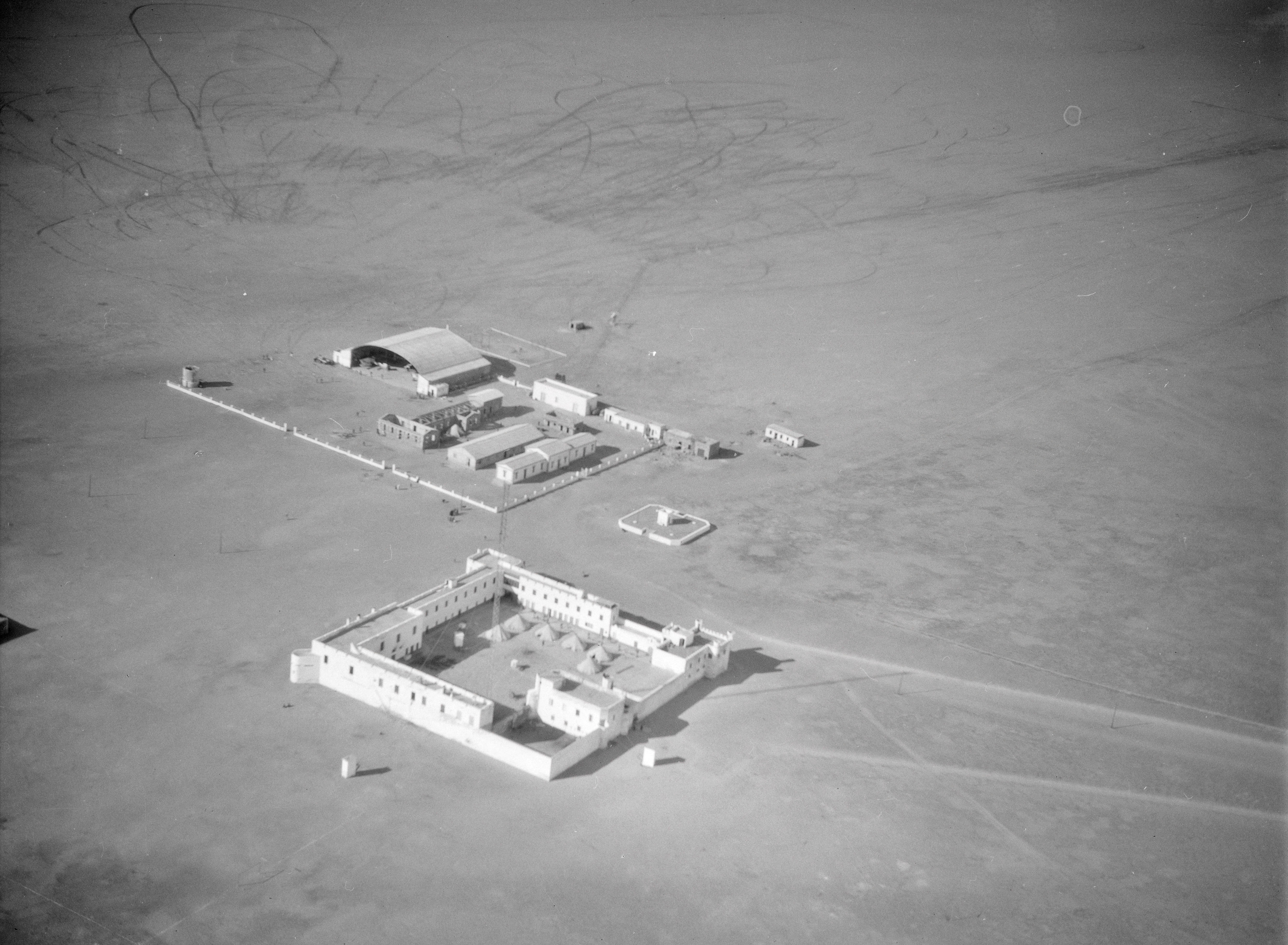
Фортеця Вілья-Сіснерос (Villa Cisneros) та будка літаків, 1930 або 1931

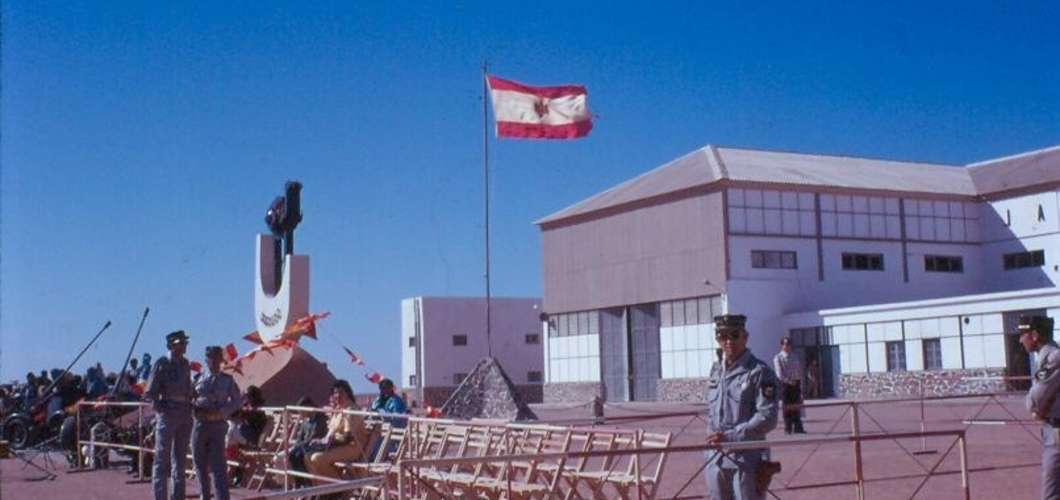
Іспанська казарма в Ель-Аюн (El Aaiún), 1972

У 1884 році Іспанія отримала прибережні райони сучасної Західної Сахари на Берлінському конгресі, і почала відкривати торговельні пункти та ввела війська. Влітку 1886 під егідою Іспанського товариства Комерційної Географії (Sociedad Española de Geografía Comercial), Хуліо Сервера Бевера , Феліпе Ріццо (1823-1908), і Франциско Кірога (1853-1894) прибули у колонію Ріо-де-Оро , де вони зробили топографічні і астрономічні дослідження терену. Вона вважається першою науковою експедицією в цю частину Сахари. 
Межі області не були чітко визначені, до підписання договору між Іспанією і Францією на початку 20 століття. Іспанська Сахара була створена з іспанських територій Ріо-де-Оро і Сегієт-ель-Хамра у 1924. Ці терени не були частиною, і керувалися окремо від Іспанського Марокко.
Окупація терену в 1884 році Іспанією, негайно викликало впертий опір тубільних сахарських племен. У 1904, спалахнуло повстання у місті Смара на чолі з шейхом Ма аль-Айнін, яке було придушене Францією у 1910.

## Сучасна історія
Через повстання племен, Іспанії було важко контролювати внутрішні райони країни до 1934. Після здобуття незалежності в 1956, Марокко претендує на Іспанську Сахару в рамках свого можливого доколоніального терену. У 1957, Марокканська Армія Звільнення майже окупувала Іфні, на півночі Іспанської Сахарі, під час війни Іфні. Іспанія відрядила полк десантників з Канарських островів для відбиття атаки. Контроль був незабаром відновлений над всім тереном. Пізніше декілька каральних акцій було виконано для запобігання майбутніх військових дій. Багато колишніх кочових бедуїнів Іспанської Сахари оселилися у містах і селах. Деякі племена пересилилися до Марокко. У тому ж році, Іспанія, від терену провінції Іспанська Сахара, поступилася провінціями Тарфайя і Тан-Тан на користь Марокко.
У 1969, Іспанія передала Марокко область Іфні, яка була центром іспанської адміністрації Іспанської Сахари.
У 1967, іспанська адміністрація була оскаржена промарокканським рухом Харакат Тахрір. У 1973, було створено Фронт Полісаріо. Війська Фронту швидко зростали, і Іспанія втратила ефективний контроль над більшою частиною терену на початок 1975. Спроба підриву впливу ПОЛІСАРІО шляхом створення альтернативної політичної сили, Сахарської Національної Об'єднаної партії не мала великого успіху. 
У 1973 — 1975, в Західній Сахарі велася малоінтенсивна партизанська війна. У 1975, Іспанія вирішила залишити свою колонію, розділивши її територію між сусідніми країнами - Марокко і Мавританією, що було закріплено Мадридськими угодами. У відповідь на це Полісаріо проголосив незалежну Сахарську Арабську Демократичну Республіку (27 лютого 1976 року) і відновив партизанську війну, спрямовану тепер проти прибулих марокканських і мавританських військ. У ході війни Полісаріо отримував військову допомогу з Алжиру, Куби, низки національно-визвольних рухів світу, і, до 1983 року, від Лівії.
| Іспанія | Це незавершена стаття з географії Іспанії. Ви можете допомогти проєкту, виправивши або дописавши її. |